# 2021年國家影評人協會獎
第56屆國家影評人協會獎（The 56th National Society of Film Critics Awards）是國家影評人協會以茲獎勵2021年電影的獎項，於2022年1月8日公布得獎名單。根據該協會規則，由於該屆最佳影片得主為非英語電影，因此該屆並未設立最佳外語片。

## 獲獎名單

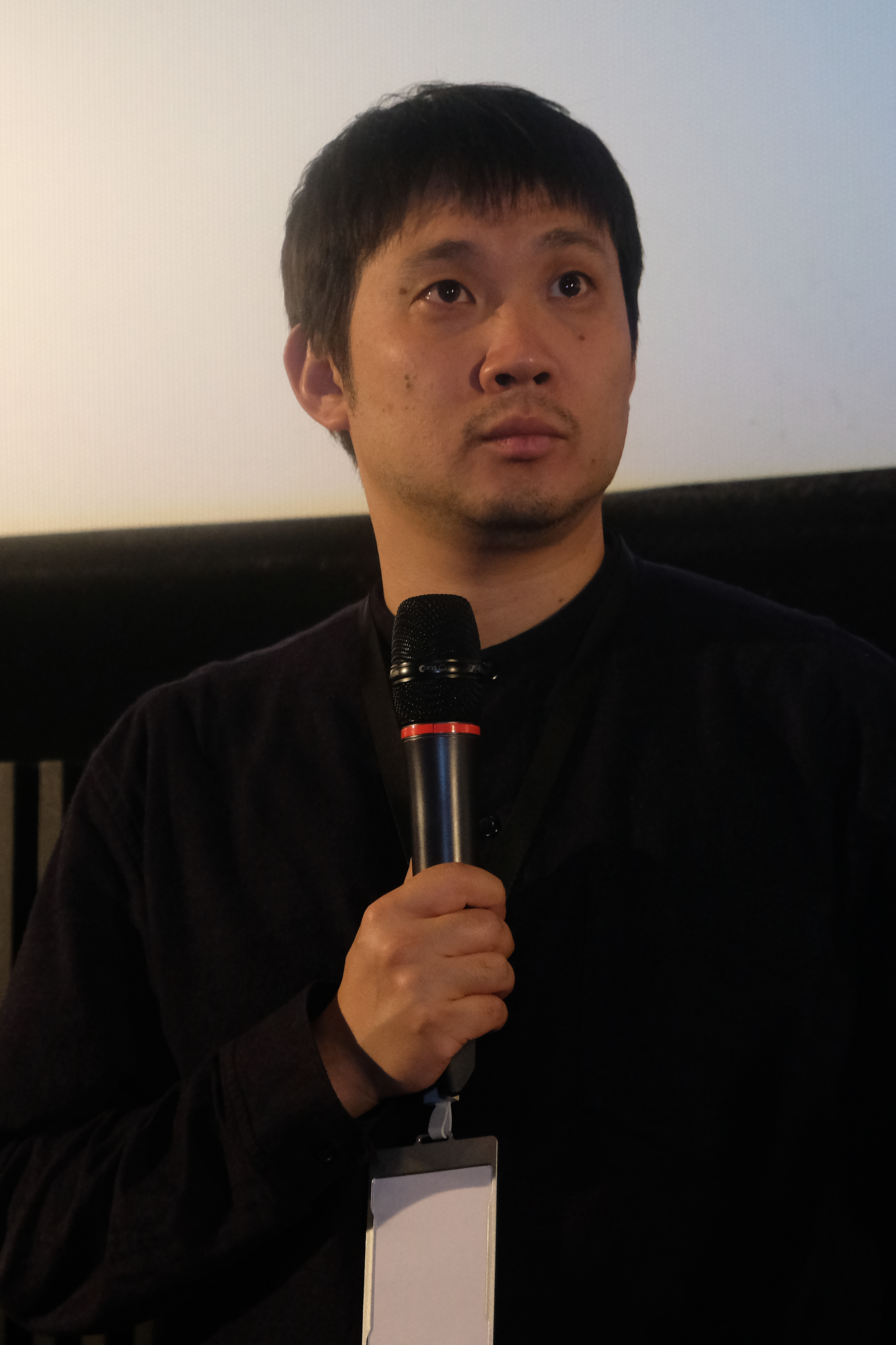
最佳導演、劇本得主：濱口龍介

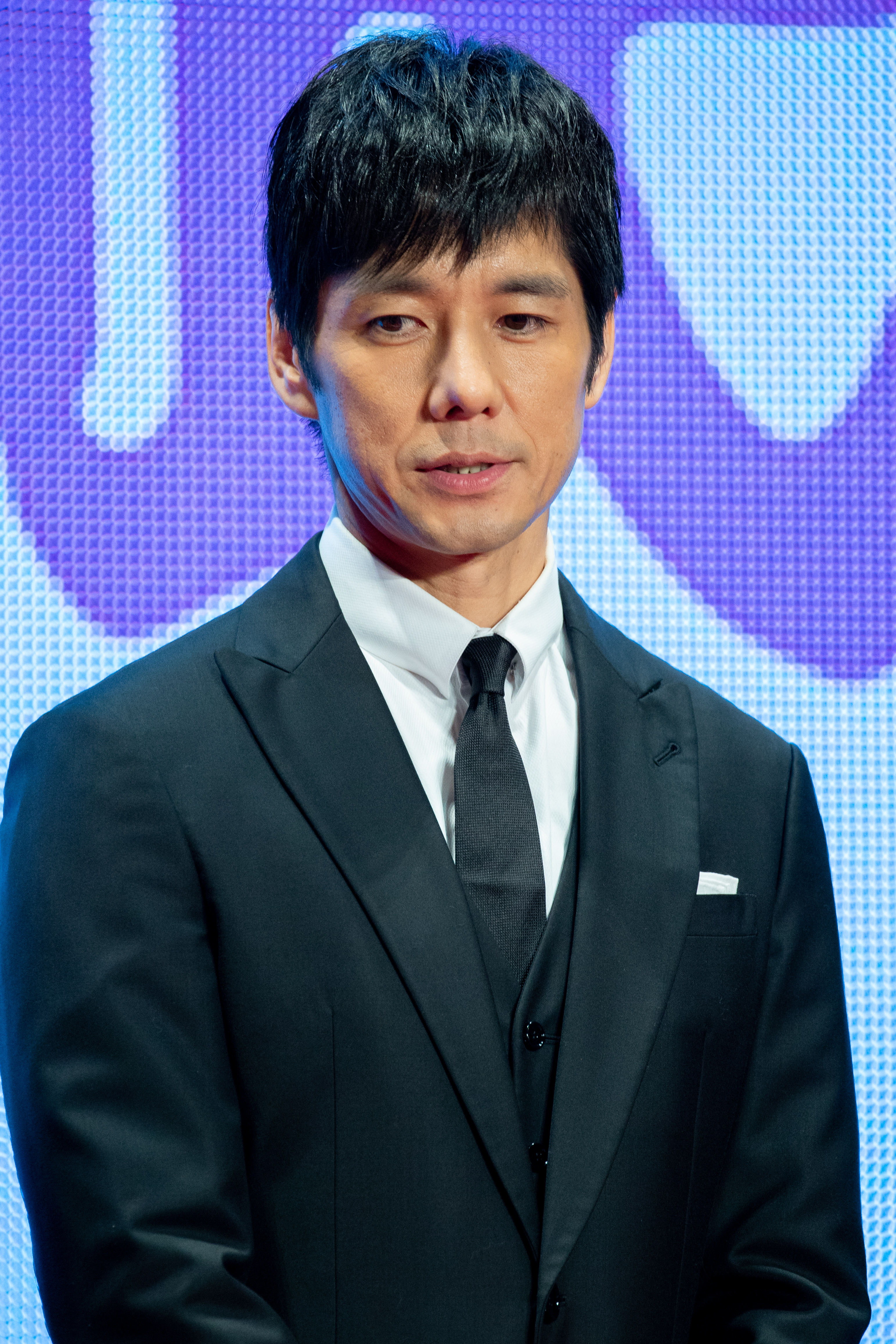
最佳男主角：西島秀俊

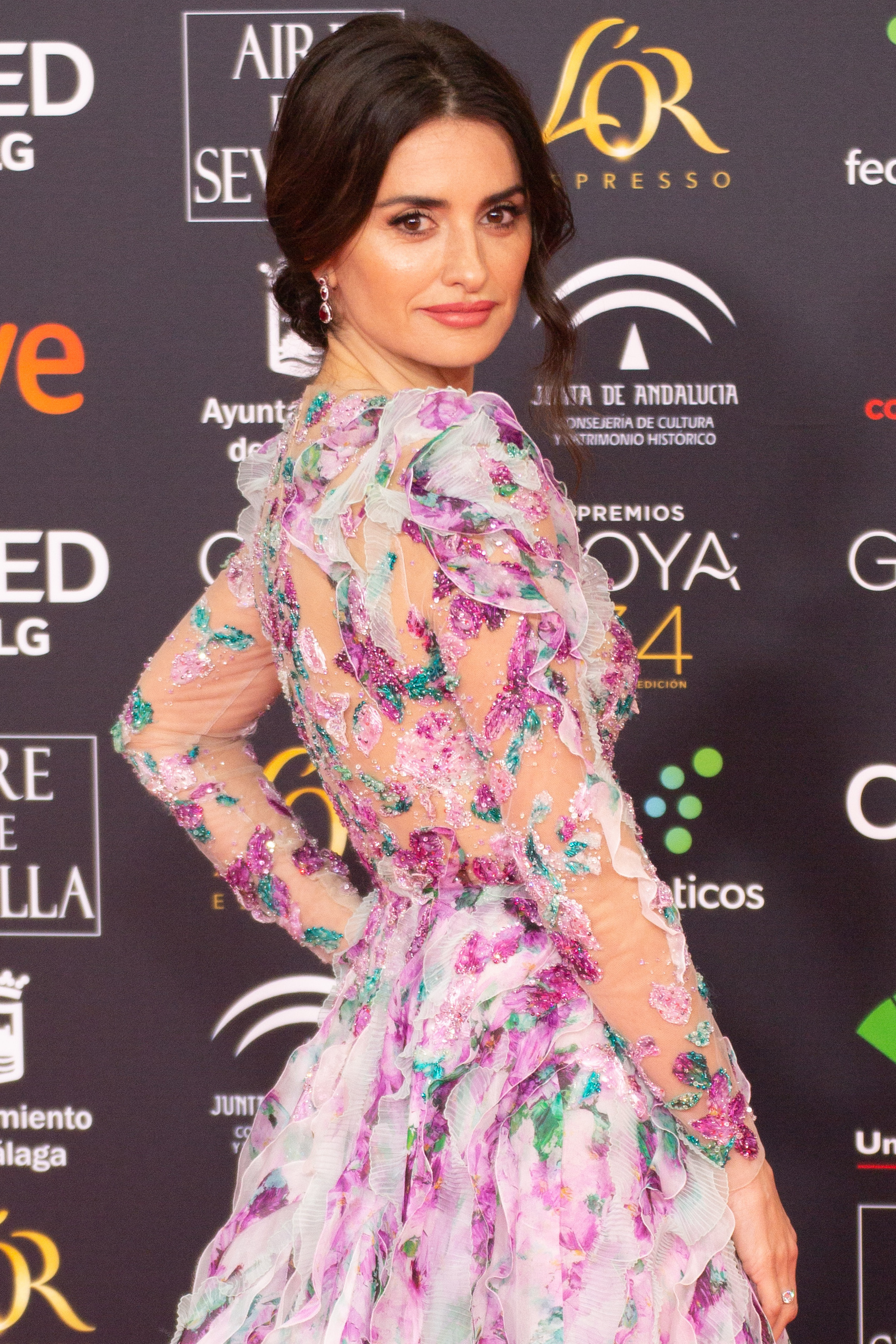
最佳女主角：佩内洛普·克鲁兹

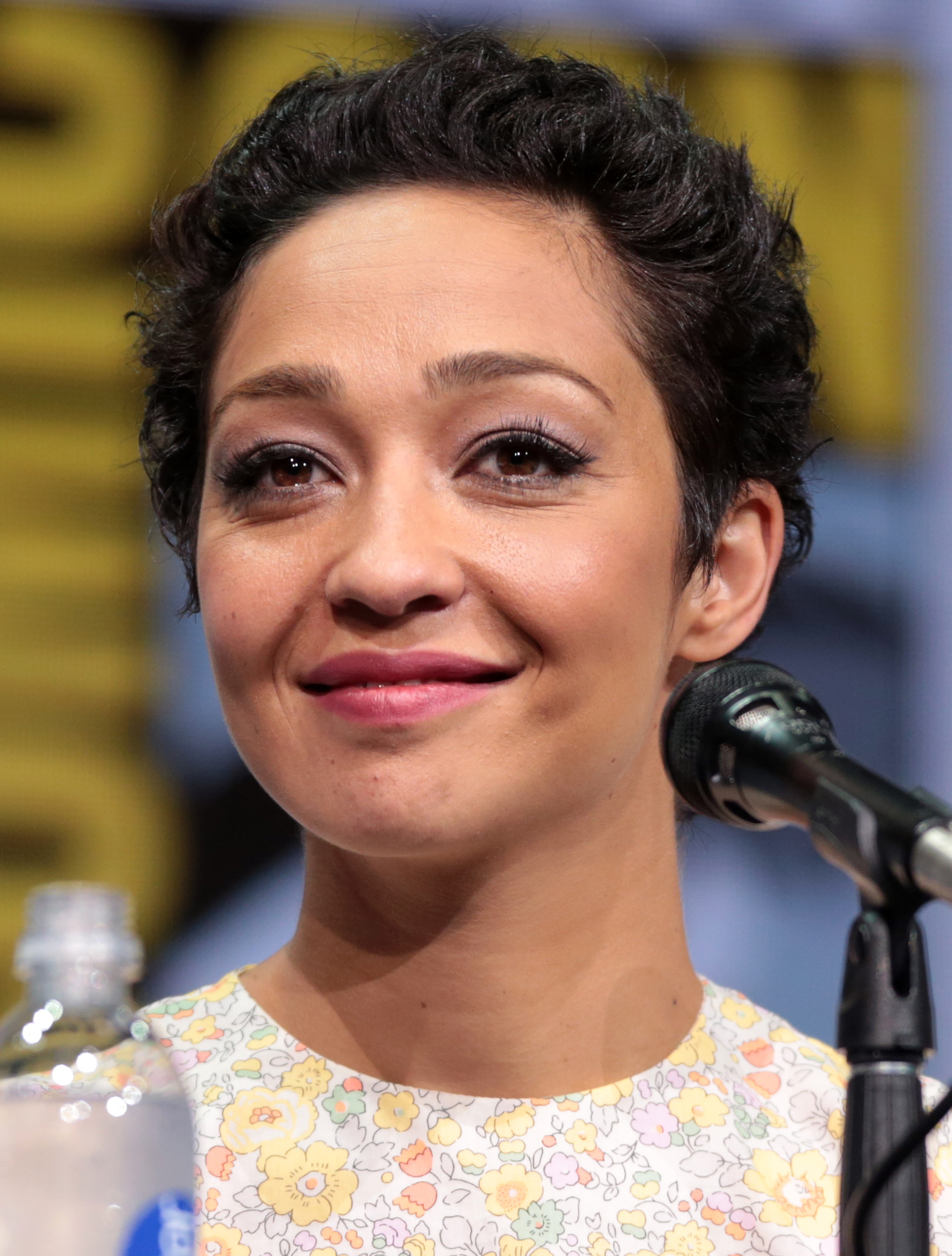
最佳女配角：露絲·奈嘉

### 最佳影片
1. 《驾驶我的车》（48點）
2. 《小媽媽》（25點）
3. 《犬山記》（23點）

### 最佳導演
1. 《驾驶我的车》、《偶然與想像》濱口龍介（46點）
2. 《犬山記》珍·康萍（36點）
3. 《小媽媽》瑟琳·席安瑪（28點）

### 最佳劇本
1. 《驾驶我的车》濱口龍介、大江崇允（46點）
2. 《平行母親》佩德罗·阿尔莫多瓦尔（22點）
3. 《甘草比萨》保羅·湯瑪斯·安德森（20點）

### 最佳非虛構電影
1. 《漂浪人生》（41點）
2. 《同行：一場戲劇治療歷程（英语：Procession (film)）》（28點）

《優雅與殘酷之間：The Velvet Underground》（28點）

### 最佳攝影
1. 《綠騎士》安德魯·德羅·帕勒摩（英语：Andrew Droz Palermo）（52點）
2. 《犬山記》阿黎·韋格納（英语：Ari Wegner）（40點）
3. 《記憶》薩永普·穆克迪普羅（英语：Sayombhu Mukdeeprom）（35點）

### 最佳女主角
1. 《平行母親》佩内洛普·克鲁兹（55點）
2. 《世界上最糟糕的人》蕾娜特·萊茵斯薇（英语：Renate Reinsve）（42點）
3. 《甘草比萨》艾拉娜·海姆（32點）

### 最佳女配角
1. 《白色通行證（英语：Passing (film)）》露絲·奈嘉（46點）
2. 《西城故事》亞莉安娜·黛博塞（22點）
3. 《失去的女兒》傑西·伯克利（21點）

### 最佳男主角
1. 《驾驶我的车》西島秀俊（63點）
2. 《犬山記》班奈狄克·康柏拜區（44點）
3. 《紅色火箭》賽門·雷克斯（30點）

### 最佳男配角
1. 《世界上最糟糕的人》安德斯·丹尼爾森·李（54點）
2. 《鈦》萬桑·藍東（33點）
3. 《西城故事》麥克·費斯（26點）

《犬山記》寇帝·史密-麥菲（26點）

### 特別提及
- 《重返漢斯（法语：Retour à Reims (Fragments)）》（強-加布里爾·佩里奧（英语：Jean-Gabriel Périot）執導）－尚未於美國上映的紀錄片

### 電影承襲獎
- 瑪雅·凱德（Maya Cade）：黑人電影檔案（英语：Black Film Archive）創辦人，擴展了世人對1915年至1979年間所製作之非裔電影的認知，其中也包含她解釋計畫與思慮電影間之連結的評論文章。
- 贝特朗·塔维涅與彼得·波丹諾維茲：傑出的電影創作者，從未受他人的電影或電影史影響而失去熱忱。兩人皆透過無價的電影編年史加冕他們的職涯，前者留有紀錄片《法國光影半生緣》（My Journey Through French Cinema）與書籍《美國電影50載》（50 Years of American Cinema）與《美國朋友》（American Friends），後者留有書籍《誰造魔鬼》（Who the Devil Made It）與《誰入地獄》（Who the Hell's In It）。

## 外部連結
- 官方网站